# NGC 1050
NGC 1050 è una galassia a spirale barrata situata nella costellazione di Perseo, a una distanza di circa 178 milioni di anni luce dalla nostra Via Lattea.

## Scoperta
La galassia è stata scoperta il 17 settembre 1865 dall'astronomo tedesco Heinrich d'Arrest.

## Descrizione
NGC 1050 ha una classe di luminosità I e presenta una larga riga a 21 cm dell'idrogeno neutro.
Nella galassia sono presenti anche regioni di idrogeno ionizzato.
Viene classificata come galassia di campo, in quanto non appartiene a nessun ammasso o gruppo di galassie ed è pertanto gravitazionalmente isolata. NGC 1050 è inoltre una galassia attiva del tipo Seyfert 2 (Sy 2).
La luminosità di NGC 1050 nell'infrarosso lontano (da 40 a 400 µm) è di 3,39 x 1010 {\displaystyle L_{\odot }} (10 x 10,53 {\displaystyle L_{\odot }}), mentre la luminosità totale nell'infrarosso (da 8 a 1000 µm) è di 5,25 x 1010 {\displaystyle L_{\odot }} (10 x 10,72 {\displaystyle L_{\odot }}).